# 1849 в Україні

## Народились
- 1 січня Горєлов Іван Миколайович (1849—1925) — російський актор українського походження, Народний артист РСФСР (1922).
- 8 січня Макаров Степан Осипович (1849—1904) — російський флотоводець, океанограф, полярний дослідник, кораблебудівник, віце-адмірал.
- 23 січня Ханенко Богдан Іванович (1849—1917) — колекціонер української старовини і творів мистецтва, археолог, меценат, промисловець. Член Київського товариства старожитностей і мистецтв. Член Державної ради Російської імперії.
- 27 січня Рашевський Іван Григорович (1849—1921) — український художник, скульптор, критик, колекціонер і музикознавець.
- 26 лютого Позен Леонід Володимирович (1849—1921) — український i російський скульптор-передвижник, дійсний член Петербурзької академії мистецтв.
- 10 березня Антон Йоганн Церр (1849—1932) — єпископ Тираспольської єпархії Римо-католицької церкви (1889—1901).
- 15 березня Шухевич Володимир Осипович (1849—1915) — український громадський діяч, етнограф, педагог і публіцист, дійсний член НТШ.
- 24 березня Тадей Баронч (1849—1950) — польський скульптор вірменського походження.
- 25 березня Аґенор Ґолуховський (молодший) (1849—1921) — польський граф, австрійський дипломат і державний діяч.
- 11 травня Пантусов Микола Миколайович (1849—1909) — сходознавець, археолог, історик, лінгвіст, нумізмат, етнограф.
- 13 травня Панас Мирний (1849—1920) — український прозаїк та драматург.
- 27 червня Купчанко Григорій Іванович (1849—1902) — москвофільський діяч з Буковини, видавець газет «Русска правда», «Просвещение».
- 17 липня Олена Пчілка (1849—1930) — українська письменниця, меценатка, перекладачка, етнографиня, фольклористка, публіцистка, громадська діячка, член-кореспондентка Всеукраїнської академії наук.
- 10 серпня Лизогуб Дмитро Андрійович (1849—1979) — революціонер-народник, один з організаторів політичного тероризму в Російській імперії.
- 27 вересня Едгар Ковач (1849—1912) — архітектор, живописець теоретик мистецтва, ректор Львівської політехніки.
- 18 жовтня Лукаш Бодашевський (1849—1908) — фізик і архітектор.
- 19 жовтня Танатар Севастян Мойсейович (1849—1917) — російський та український хімік.
- 25 жовтня Січинський Лукіян (1849—1930) — український греко-католицький священик, громадський діяч.
- 8 листопада Лілеєв Михайло Іванович (1849—1911) — історик, педагог, громадський діяч. Один з фундаторів Ніжинського історико-філологічного товариства (1894).
- 21 листопада Андрій Новак (1849—1940) — лікар, вчений і педагог.
- 1 грудня Винничук Лазар (1849—1918) — український громадсько-політичний, культурний та кооперативний діяч, педагог.
- 29 грудня Южаков Сергій Миколайович (1849—1910) — російський публіцист, політик народницького напряму, економіст і соціолог.
- Вітошинський Антон Петрович (1849—1896) — український актор, танцюрист і співак.
- Гладкий Гордій Павлович (1849—1894) — український хоровий диригент, учитель музики, композитор. Автор музики до віршу Тараса Шевченка «Заповіт».
- Калачевський Сергій Миколайович (1849—1911) — український підприємець («залізний король»), громадський діяч, меценат, лікар, науковець.
- Лернер Йосип Ієгуда (1849—1907) — історик Одеси першої половини XIX ст.
- Володимир Лось (1849—1888) — польський художник.
- Маркевич Григорій Іпатійович (1849—1923) — український літератор і фольклорист, книговидавець, культурно-освітній і громадський діяч у Полтаві.
- Марків Теодор (1849—1918) — український суддя, керівник Бучацького повітового суду ЗУНР.
- Кароль Скібінський (1849—1922) — польський вчений, ректор Львівського політехнічного інституту, професор, доктор Honoris Causa, інженер-залізничник.
- Скобельський Петро (1849—1912), історик і педагог, гімназійний учитель у Бродах й у Львові, консерватор пам'яток Сх. Галичини.
- Стечинський Андрій (1849—1896) — український актор, режисер і драматург.
- Трегубов Єлисей Кіпріянович (1849—1920) — український культурний, громадський діяч, педагог.
- Червінський Петро Петрович (1849—1931) — український громадський діяч і земський статистик у Чернігові.
- Шевченко Андрій Варфоломійович (1849—1927) — син Варфоломія Григоровича Шевченка, двоюрідний племінник Т. Г. Шевченка.
- Шликевич Олександр Полікарпович (1849—1909) — український статистик і земський діяч.

## Померли
- 9 лютого Шевченко Іван Андрійович (? — 1849) — дід Тараса Григоровича Шевченка по батькові.
- 4 серпня Сильвестер Венжик Гроза (1793—1849) — польський письменник, публіцист. Представник «української школи» в польській літературі.
- Довгович Василь (1783—1849) — український філософ, мовознавець, поет, перший закарпатський академік, священик УГКЦ.
- Еміль Жерар фон Фестенбурґ (1800—1849) — доктор права, австрійський чиновник. Бурґомістр Львова (1842—1848).
- Харитоненко Герасим Омелянович (1781—1849) — голова українського роду Харитоненків.

## Засновані, створені
- Галицьке намісництво
- край у складі Габсбурзької монархії Герцогство Буковина
- Президент Герцогства Буковина
- Руський Батальйон Гірських Стрільців
- Народний Дім (Львів)
- Пожежна охорона Львова
- Пам'ятник на місці відпочинку Петра I (Полтава)
- Башта вітрів (Севастополь)
- Будинок київських арештантських рот
- Буковинський крайовий сейм
- Великобоярка
- Новоазовськ
- Шелехове (Ананьївський район)
- Старобільський жіночий монастир
- Церква Покрови Пресвятої Богородиці (Кропивницький)
- Спиридонівська церква (Шамраївка, Сквирський район)
- Церква Усікновення голови святого Івана Хрестителя (Губин)
- Церква Пресвятої Трійці (Драганівка)
- Усипальниця Ценських
- Тальнівський цукровий завод

## Зникли, скасовані
- Буковинський округ

## Видання, твори
- Всеобщій дневникъ …
- Твори Тараса Шевченка:
  - Неначе степом чумаки
  - Сотник
  - За сонцем хмаронька пливе
  - Як маю я журитися[1]
  - Нащо мені женитися?
  - Ой крикнули сірії гуси
  - Якби тобі довелося
  - Заросли шляхи тернами
  - Зацвіла в долині
  - У нашім раї на землі
  - На Великдень, на соломі
  - Було, роблю що, чи гуляю
  - Буває, іноді, старий
  - Хіба самому написать
  - Дурні та гордії ми люди
  - І золотої, й дорогої
  - Ми вкупочці колись росли
  - Готово! Парус розпустили
  - Ми восени таки похожі